# Rafał Reszelewski
Rafał Reszelewski (ur. 22 sierpnia 1996 roku w Połczynie-Zdroju) – polski pasjonat astronomii, który jako członek projektu Sungrazing Comets odkrył 4 komety SOHO i jest także współodkrywcą komety długookresowej C/2015 F2 (Polonia). Jest także odkrywcą wielu planetoid.
Pierwszą kometę odkrył w wieku 13 lat, utrzymując rekord świata jako najmłodszy odkrywca komety na świecie do 2020 roku.
Od 2012 roku jest członkiem projektu TOTAS, który wykorzystuje do poszukiwań planetoid teleskop w obserwatorium ESA Optical Ground Station na Teneryfie.
Jednej ze swoich ponownie odkrytych planetoid nadał nazwę (376574) Michalkusiak od nazwiska znanego polskiego astronoma amatora Michała Kusiaka.
Mieszkaniec Świdwina. 

## Lista komet odkrytych przez Rafała Reszelewskiego
- 11 maja 2010 roku: C/2010 J11 (SOHO-1848)[5] – z grupy Kreutza II
- 22 marca 2011 roku: C/2011 (SOHO-2036) – z grupy Kreutza
- 1 listopada 2011 roku: C/2011 (SOHO-2165) – z grupy Kreutza
- 28 grudnia 2011 roku: C/2011 (SOHO-2216) – z grupy Kreutza
- 1 lutego 2014 roku: P/2014 C1 (TOTAS)[4] – kometa odkryta z Ziemi na zdjęciach z obserwatorium ESA Optical Ground Station
- 23 marca 2015 roku: C/2015 F2 (Polonia) – kometa długookresowa odkryta przez Marcina Gędka, Michała Kusiaka, Rafała Reszelewskiego i Michała Żołnowskiego[6]

## Wyróżnienia
- 2015 – nagroda Edgar Wilson Award za odkrycie komety P/2014 C1 (TOTAS)[4]